# U-391
U-391 — средняя немецкая подводная лодка типа VIIC времён Второй мировой войны.

## История
Заказ на постройку субмарины был отдан 20 января 1941 года. Лодка была заложена 9 января 1942 года на верфи Ховальдсверке, Киль, под строительным номером 23, спущена на воду 5 марта 1943 года, вошла в строй 24 апреля 1943 года под командованием оберлейтенанта Герда Дёлтгена.

### Флотилии
- 24 апреля — 30 сентября 1943 года — 5-я флотилия (учебная)
- 1 октября — 13 декабря 1943 года — 3-я флотилия

### История службы
Лодка совершила один боевой поход, успехов не достигла. Потоплена 13 декабря 1943 года в Бискайском заливе к северо-западу от мыса Ортегаль, Испания, в районе с координатами 45°45′ с. ш. 09°38′ з. д. глубинными бомбами с британского самолёта типа «Либерейтор». 51 погибший (весь экипаж).

### Атаки на лодку
- 28 ноября 1943 года атакована британскими самолётами типа «Веллингтон» в районе с координатами 39°04′ с. ш. 16°25′ з. д.HGЯO и получила незначительные повреждения. До 1990 года считалось, что в результате этой атаки погибла U-542.